# Szpital Świętej Rodziny w Łodzi
Szpital Świętej Rodziny w Łodzi, dawn. Sanatorium „Unitas” (do 1934), Payr-krankenhaus (1940–1945), szpital im. Ludwika Pasteura (1961–2001) – szpital działający od 1934 roku przy ul. S. Wigury 19 w Łodzi.
Budynek szpitala jest wpisany do Gminnej Ewidencji Zabytków miasta Łodzi.

## Historia
Budynek powstał w 1912 roku, początkowo od marca 1913 roku funkcjonowała w nim szkoła pielęgniarek i położnych. W 1915 znajdowała się w nim lecznica położniczo-ginekologiczna na 60 łóżek, działała pod nazwą Sanatorium „Unitas”. Następnie w budynku funkcjonowała klinika dla chorób chirurgicznych i wewnętrznych na 80 łóżek do której przeniesiono pacjentów z łódzkiego szpitala św. Aleksandra (obecnie Wyższe Seminarium Duchowne). Klinikę zamknięto jednak z powodów finansowych. Po jej zamknięciu, Teodor Laboure wizytując polską prowincję oblacką spotkał się z bp. Wincentym Tymienieckim, ordynariuszem Diecezji Łódzkiej. Po spotkaniu podjęto decyzję o zakupie szpitala przez Zgromadzenie Sióstr Świętej Rodziny z Bordeaux. Pierwsze 7 sióstr przybyło do Polski 24 maja 1934. Szpital otworzono 28 października 1934 roku. Tego dnia budynek poświęcił bp Kazimierz Tomczak. Był to pierwszy katolicki szpital w Polsce. W szpitalu znajdowały się dwa oddziały: chirurgiczny i wewnętrzny. Zakonnice pracujące w szpitalu pochodziły z hiszpańskich i francuskich placówek Zgromadzenia posiadały praktykę w klinikach chirurgicznych oraz władały językiem francuskim i niemieckim. Pierwszą przełożoną szpitala była Paula Lazar.
W 1939 został zajęty przez Niemców i od tego roku funkcjonował pod zarządem niemieckim. Siostrom pozwolono na pracę w szpitalu, ze względu na fakt, iż posługiwały się językiem niemieckim oraz część z nich była pochodzenia niemieckiego. W latach 1930–1943 dyrektorem szpitala był Hans Schulz, a szpital w 1940 przemiano na Payr-Krankenhaus na cześć chirurga Erwina Payra. Na prośbę sióstr zakonnych, posługę kapłańską w szpitalu pełnił Antoni Łatka z parafii Podwyższenia Krzyża Świętego, zapewniając im uczestnictwo we mszach. Pomimo administracji niemieckiej szpitala siostry zakonne udzielały w nim pomocy uciekinierom, zbiegłym z transportów, Polakom, Żydom i obcokrajowcom, oferując im żywność, pomoc ambulatoryjną oraz niemieckie dokumenty. Szpital podczas opuszczania Łodzi przez Niemców nie został zniszczony. Dyrektor szpitala – Stamm – nie wykonał rozkazu zniszczenia sprzętu szpitalnego, uznając istotę funkcjonowania szpitala dla społeczeństwa.
W 1949 Szpital Świętej Rodziny stał się kliniczną bazą dydaktyczną Uniwersytetu Łódzkiego – rozpoczęła w nim działalność I Klinika Chirurgiczna. W 1961 szpital opuściła I Klinika Chirurgiczna, a budynek został wydzierżawiony Wydziałowi Zdrowia i Opieki Społecznej PRN i zmienił nazwę na „Szpital Ludwika Pasteura”, pod którą funkcjonował do 2001 roku. W 2001 szpital powrócił do historycznej nazwy, którą za zgodą Sióstr przyjęli nowi właściciele budynku. Od 2006 w szpitalu funkcjonuje Centrum Medyczne oferujące usługi zdrowotne w zakresie podstawowej opieki zdrowotnej, konsultacji lekarzy specjalistów, medycyny pracy, diagnostyki i rehabilitacji leczniczej. Ponadto w budynku znajduje się pracownia rentgenowska, ultrasonograficzna, badań układu krążenia, endoskopii przewodu pokarmowego oraz zakładu rehabilitacji medycznej.

### Dyrektorzy
- 1934–1940: Ignacy Watten[7][8],
- 1940–1943: Hans Schulz[2][1],
- 1943–1945: Stamm[1][9][2],
- od 1945: Marian Stefanowski[4].